# Peter Quince
Peter Quince is een personage van William Shakespeares A Midsummer Night's Dream (Een midzomernachtsdroom).
Peter Quince is als timmerman werkzaam in Athene. Hij is een van de zes ambachtslieden die samen een toneelgezelschap vormen. Zij willen een toneelstuk opvoeren ter gelegenheid van het huwelijk van Theseus en Hippolyte. Een toneelstuk in een toneelstuk aldus. 
De overige leden van het gezelschap zijn Nick Bottom de wever, Francis Flute de blaasbalgmaker, Tom Snout de ketellapper, Robin Starveling de kleermaker en Snug de schrijnwerker. Quince regisseert het stuk genaamd Pyramus en Thisbe, waarbij hij zelf de monologen zegt en zo het stuk aan elkaar praat. 
Hoewel Quince er tijdens de repetitie van overtuigd is dat hij de regisseur is en perfect weet hoe productie en opvoering in hun werk gaan, laten de hooggeplaatste toeschouwers merken dat hij dat integendeel heel slecht doet. Hetgeen hilarische verwikkelingen oplevert.